# Live Oak (contea di Santa Cruz, California)
Live Oak è un census-designated place (CDP) degli Stati Uniti d'America, situato in California, nella contea di Santa Cruz.